# Dorli Hofrichter
Dorli Hofrichter (eigentlich Doris Hofrichter; * 8. März 1935 in Graz) ist eine ehemalige österreichische Diskuswerferin und Kugelstoßerin.

## Karriere
Im Diskuswurf wurde sie bei den Leichtathletik-Europameisterschaften 1958 in Stockholm Zwölfte. Bei den Olympischen Spielen 1960 in Rom und den EM 1962 in Belgrad schied sie in der Qualifikation aus.
Sechsmal wurde sie Österreichische Meisterin im Diskuswurf (1958–1963) und zweimal im Kugelstoßen (1960, 1963).
1996 wurde Dorli Egermann-Hofrichter mit dem Goldenen Sportverdienstzeichen des Landes Steiermark ausgezeichnet.

## Persönliche Bestleistungen
- Kugelstoßen: 13,96 m, 17. Juli 1960, Sofia
- Diskuswurf: 50,52 m, 17. Juli 1960, Sofia (ehemaliger nationaler Rekord)